# Max Loy
Max Loy (vollständiger Name: Maximilian Joseph Loy; * 18. Juni 1913 in Nürnberg; † 20. Februar 1977 in Neumarkt in der Oberpfalz) war ein deutscher Dirigent, Kapellmeister, Chorleiter und Komponist.

## Leben und Werk
Max Loy studierte am Konservatorium in Nürnberg und bei Rudolf Steglich an der Universität Erlangen. Zum 1. Mai 1937 trat er der NSDAP bei (Mitgliedsnummer 4.103.248). Er promovierte 1938 mit der Arbeit Lortzings Hans Sachs. Ein Beitrag zur Geschichte und zum Stil der Komischen Oper im 19. Jahrhundert.
Loy wirkte seit 1938 als 2. und seit 1942 als 1. Kapellmeister am Opernhaus Nürnberg. 1956 wurde er Musikdirektor und seit 1971 stellvertretender Generalmusikdirektor. Als Gastdirigent trat er in verschiedenen europäischen Ländern und den USA auf.  Er wirkte u. a. als Klavierbegleiter von Erna Berger, Sigrid Onegin, Erna Sack, Kurt Böhme, Julius Patzak und Hermann Prey.
Von 1941 bis 1945 hat er in der Reichsstelle für Musikbearbeitung gewirkt und dort gemeinsam mit Willi Hanke eine ganze Reihe von Opernbearbeitungen vorgenommen.
1954 war Loy Mitglied des Künstlervereins. 1956 wurde er Nachfolger von Karl Demmer als Dirigent des Lehrergesangvereins, den er bis 1966 leitete. Im Anschluss gründete er in Nürnberg den Philharmonischen Chor, der sich im Jahr 1968 mit der Gesanggesellschaft Kulturverein–Laucherchor vereinigte.
Max Loy trat mit Bearbeitungen von Opern Albert Lortzings (Hans Sachs, Nürnberg 1940) und Otto Nicolais (Il proscritto unter dem Titel „Mariana“, Berlin 1942) hervor. Er komponierte auch Orchesterwerke, Kammermusik (Klavierquintett; vier Streichquartette) und Vokalwerke (Missa brevis für vierstimmigen Chor a cappella, 1946).